# مورياو (نيويورك)
مورياو (بالإنجليزية: Moreau, New York) هي بلدة أمريكية تقع في الولايات المتحدة في مقاطعة ساراتوغا، نيويورك. يقدر عدد سكانها بـ 13,826 نسمة ومساحتها 113.0 كم2 وترتفع عن سطح البحر 106 متر.

## أعلام
- هنري فرانكلين برونسون